# Battista da Vicenza

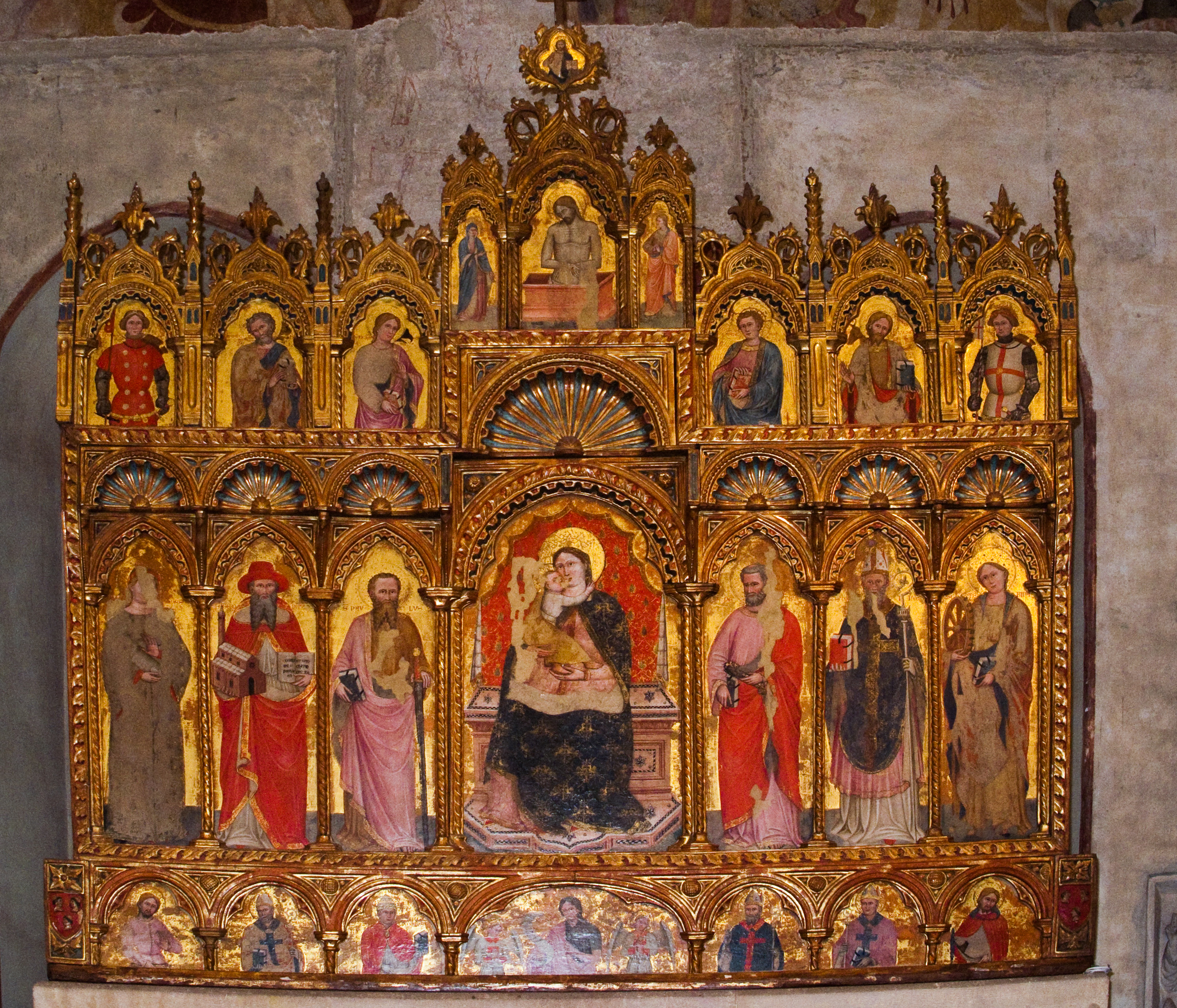
Polittico dell'altare maggiore nella chiesa di Sant'Agostino a Vicenza

Battista da Vicenza (Vicenza, 1375 c.a – Vicenza, 1438) è stato un pittore italiano.

## Biografia
Figlio del pittore Luca, sposò Biagia Faldi e da lei ebbe due figlie, Elisabetta e Maddalena: la prima morì nello stesso anno del padre, lasciando a sua volta tre figlie. Battista morì a Vicenza nel 1438.
Perpetuò nei primi decenni del Quattrocento i modi trecenteschi adeguandosi al gusto ora della pittura bolognese, ora di quella del veronese Altichiero, risalendo, indirettamente, agli insegnamenti di Giotto, pur rimanendo attardato in un prezioso goticismo che comunque mostrava di accogliere l'apporto rinascimentale. Si dimostrò quindi abile eclettico, e in talune opere raggiunse un livello vicino a quello del miglior gotico fiorito molto apprezzato dai committenti dell'epoca in territorio veneziano.

## Opere
Le opere accertate, perché firmate da Battista, sono:
- il polittico nella chiesa di Sant'Agostino a Vicenza, del 1404
- il polittico del 1408 nella chiesa di San Giorgio a Velo d'Astico, ove sono rappresentati la Madonna, santi e donatori; l'opera si trova tuttora nella sua collocazione originaria, nonostante fosse stata considerata perduta per eventi bellici
- la Madonna col bambino in trono, del 1412, conservata nella Pinacoteca di Vicenza[2]

A lui sono state attribuiti anche:
- un ciclo di affreschi nella cappella Maltraversi della chiesa di San Salvatore a Montecchia di Crosara
- quattro tavolette, parte di un polittico perduto, con i Fatti della vita di San Silvestro papa e le parti laterali di un polittico di Paolo Veneziano, conservate nella Pinacoteca di Vicenza
- un affresco con la Vergine nel santuario della Madonna di Monte Berico a Vicenza
- la Madonna Sancta Maria Mísericordiosa, dipinta nel classico gesto di protezione materna verso i suoi devoti, posta nell'oratorio quattrocentesco di Giampietro de Proti, a Vicenza[3]
- un ciclo di affreschi che rappresentano i dodici apostoli dipinti nel catino absidale della chiesa di Santa Margherita dei Berici ad Arcugnano, con gli attributi iconografici per aiutarne l'identificazione; al centro, all'interno di una cornice a mandorla, un Cristo Pantocratore, ai lati i simboli zoomorfici degli evangelisti
- altri affreschi conservati nella chiesa di San Giorgio di Velo d'Astico
- un'immagine della Vergine Addolorata nella chiesa parrocchiale di San Vincenzo, a Spiazzo di Val Liona
- un affresco sulla facciata della chiesa di San Francesco di Bassano del Grappa, che rappresenta l'Annunciazione ed un polittico con Santi conservato nel Museo civico della stessa città, più probabilmente eseguito da Luca, padre di Battista
- dieci figure di Santi e Angeli in scomparti su tavola, conservati agli Staatlichen Museen di Berlin-Dahlem

Sono stati a lui attribuiti anche due dipinti con San Sebastiano e San Martino, posizionati sui pilastri dell'arco d'ingresso alla Cappella maggiore nella Chiesa di Santa Corona a Vicenza, ma la recente critica si è espressa contro tale attribuzione.